# Jung Ae-youn
Jung Ae-youn (en hangul, 정애연; 30 de noviembre de 1982) es una actriz surcoreana.

## Datos biográficos
Completó sus estudios superiores en la Universidad de Daejeon, con la especialidad de baile.
Se casó en 2009 con el también actor Kim Jin-geun, después de seis años de noviazgo. Se habían conocido en 2004, cuando fueron compañeros de reparto en una obra de teatro de MBC. Sin embargo, en septiembre de 2021 se anunció que ella había solicitado el divorcio, y que Kim Jin-geun se había quedado con la custodia del hijo de ambos, Kim Seong-gun, nacido en 2010. El divorcio fue consensual y se había hecho efectivo dos meses antes de que se difundiera la noticia, en julio de 2021.

## Carrera
Su agencia de representación es Caramel ENT, con la que firmó en 2017 un contrato exclusivo. Además de su actividad como actriz, ha sido modelo publicitaria para marcas de moda.

## Filmografía

### Cine
| Año  | Título                     | Hangul                          | Papel                               | Notas                                                          | Ref.   |
| ---- | -------------------------- | ------------------------------- | ----------------------------------- | -------------------------------------------------------------- | ------ |
| 2004 | When I Turned Nine         | 아홉살 인생                     | Kim Yoon-hee                        | Con Kim Seok y Lee Se-young.                                   |        |
| 2009 | More Than Blue             | 슬픔보다 더 슬픈 이야기         | Jenna                               | Con Kwon Sang-woo, Lee Bo-young y Lee Beom-soo.                | [ 9 ]  |
| 2009 | Lady Daddy                 | 아빠가 여자를 좋아해            | Bo-yeong                            | Con Lee Na-young, Kim Ji-suk y Lee Pil-mo.                     |        |
| 2010 | The First Love Series      | 첫사랑 열전                     | Hye-jeong                           | Con Lee Chung-ah, Ryu Hyun-kyung y Kim Dong-gon.               |        |
| 2012 | Two Weddings and a Funeral | 두 번의 결혼식과 한 번의 장례식 | Seo-yeong                           | Con Kim Dong-yoon, Song Yong-jin y Ryu Hyun-kyung.             | [ 10 ] |
| 2013 | Holly                      | 홀리                            | Soo-jin                             | Con Bang Min-ah, Shin Yi y Kyung Soo-jin.                      | [ 11 ] |
| 2014 | Granny's Got Talent        | 헬머니                          | So-yeong                            | Con Kim Soo-mi, Jung Man-sik, Kim Jung-tae y Lee Tae-ran.      | [ 12 ] |
| 2014 | The Lost Choices           | 어떤 살인                       | Entrevistadora (aparición especial) | Con Yoon So-yi, Shin Hyun-bin, Ahn Se-ha y Kim Kyung-sik.      |        |
| 2020 | Swag                       | 스웨그                          | Tía                                 | Con Niel, Lee Bo-lim, Kim Sun-a y Choi Kyu-jin.                |        |
| 2021 | Hard Hit                   | 발신제한                        | Mujer de Jeong-ho                   | Con Jo Woo-jin, Lee Jae-in y Ji Chang-wook.                    |        |
| 2021 | Peach of Time - Movie      | 피치 오브 타임 극장판           | Moon Seong-sook                     | Con Choi Jae-hyun, Karn Kritsanaphan y Sittichok Pueakpoolpol. | [ 13 ] |
| 2023 | A Close Relationship       | 빈틈없는 사이                   | Hong Ra-kyeong                      | Con Lee Ji-hoon y Han Seung-yeon                               | [ 14 ] |

### Series de televisión
| Año  | Título                       | Papel                      | Canal        | Notas              | Ref.          |
| ---- | ---------------------------- | -------------------------- | ------------ | ------------------ | ------------- |
| 2005 | Hong Kong Express            | Jung Eun-ha                | SBS          |                    |               |
| 2005 | The Youth in Bare Foot       |                            | MBC          |                    | [ 15 ]        |
| 2012 | Take Care of Us, Captain     | Jefa de azafatas           | SBS          |                    |               |
| 2012 | Golden Time                  | Bang Hee-seon              | MBC          | Aparición especial |               |
| 2012 | Can We Get Married?          | Hye-jin                    | JTBC         |                    | [ 16 ] [ 17 ] |
| 2013 | Good for You                 | Ha Ae-ri                   | MBC          |                    | [ 18 ] [ 19 ] |
| 2013 | Shark                        | Lee Hwa-yeong              | KBS2         |                    |               |
| 2013 | Prime Minister and I         | Park Na-young              | KBS          |                    |               |
| 2014 | Greatest Marriage            | Na Yeon-hee                | TV Chosun    |                    | [ 20 ] [ 21 ] |
| 2014 | Way to Go, Rose              | Go Ah-ra                   | SBS          |                    |               |
| 2015 | Divorce Lawyer in Love       |                            | SBS          | Aparición especial |               |
| 2016 | Woman with a Suitcase        |                            | MBC          |                    |               |
| 2016 | First Love Again             | Mrs. Seo                   | KBS          |                    | [ 22 ]        |
| 2017 | Avengers' Social Club        | Kim Jeong-yoon             | tvN          |                    | [ 23 ]        |
| 2017 | Bravo My Life                | Guionista Yoon Ji-yeong    | SBS          |                    | [ 24 ]        |
| 2018 | Mother                       |                            | tvN          | Aparición especial |               |
| 2018 | Suits                        | Seong Yoo-jin              | KBS          |                    |               |
| 2019 | Doctor John                  | mujer de Joo Hyeong-woo    | SBS          |                    |               |
| 2020 | La novata de la calle        | periodista de espectáculos | SBS          |                    |               |
| 2021 | Amor Fati                    | Jo Min-jeong               | SBS          |                    | [ 25 ]        |
| 2021 | Move to Heaven               | Madam Jung                 | Netflix      | Serie web          | [ 25 ]        |
| 2021 | The Devil Judge              | Do Yeon-jeong              | tvN          |                    | [ 26 ]        |
| 2022 | The Witch's Eye              | Sin                        | Naver TV     | Serie web          |               |
| 2022 | Bajo el paraguas de la reina | Yoon Haeng-soo             | tvN, Netflix |                    |               |
| 2022 | We're Not Trash              | Kim Ae-ri                  | YouTube      | Serie web en 8 ep. |               |
| 2024 | Your Honor                   | Ma Ji-young                | ENA          |                    | [ 27 ] [ 28 ] |
| 2024 | El juego de la pirámide      | Choi Yi-hwa                | TVING        | Serie web          | [ 29 ] [ 30 ] |
| 2024 | Good Partner                 | Kim Se-hee                 | SBS          | Aparición especial | [ 31 ]        |

### Teatro
| Año  | Título                 | Hangul     | Papel | Notas | Ref.   |
| ---- | ---------------------- | ---------- | ----- | --- | ------ |
| 2011 | Scent of Chrysanthemum | 국화꽃향기 | Mi-ju | Basada en la obra de Jeong Ha-yeon. Se representó en el KT&G Sangsang Art Hall de Seúl, del 1 de septiembre al 9 de octubre. | [ 32 ] |